# Ilionarsis
Ilionarsis é um gênero de traça pertencente à família Agonoxenidae.